# Gonodonta pyrgo
Gonodonta pyrgo là một loài bướm đêm trong họ Noctuidae.